# Spitak (Original Motion Picture Soundtrack)
Spitak (Original Motion Picture Soundtrack) è la quarta colonna sonora del cantautore statunitense Serj Tankian, pubblicata il 30 novembre 2018 dalla United Trust of Sonic Preservation.

## Descrizione
Contiene musica realizzata dal cantautore per il film Spitak diretto da Alexander Kott e incentrato sul terremoto dell'Armenia del 1988.

A causa della tematica narrata nel film, Tankian ha deciso di comporre melodie caratterizzate da «pianoforti molto leggeri e paesaggi sonori eterei» come spiegato in un'intervista concessa a Rolling Stone:

## Tracce
1. Gor on Plane – 0:27
2. Gor Climbing – 1:04
3. Anush Basement Theme – 0:59
4. Gor Searching – 0:41
5. Gor Digging – 1:27
6. Gor Searches with Pictures – 1:53
7. Requiem into Music of Memories – 1:56
8. Anush Basement Full Theme – 1:13
9. Gor Digging Deconstructed – 1:38
10. Old Man and Kid – 0:34
11. Requiem for the Deceased – 1:34
12. Requiem for the Deceased (Bonus Alt. Version) – 1:27
13. Music of Memories (Extended) – 2:27
14. Gor Thinking – 1:54
15. Gor Digging - Gor Theme with Drums (Bonus) – 1:36
16. Uplifting Hopefulness – 2:18
17. Mystical Basement Anush Theme – 3:20
18. Anush Coming to Gor – 4:11
19. Music of Salvation (Bonus) – 1:39
20. Earthquake Theme – 3:03
21. Caravan Lullaby (Bonus) – 0:49